# 220 років м. Одесі (срібна монета)
«220 ро́ків м. Оде́сі» — ювілейна монета зі срібла номіналом 10 гривень, випущена Національним банком України. Присвячена одному з провідних промислових, наукових і культурних центрів нашої держави — місту-герою Одесі, яке називають південними морськими воротами України, справжньою перлиною, розташованою на березі Чорного моря. Територія сучасного міста була заселена з найдавніших часів, тут існували поселення та городища різних племен і народів, а наприкінці XVIII ст. на місці поселення Хаджибей виникли порт і місто.
Монету введено до обігу 28 травня 2014 року. Вона належить до серії «Стародавні міста України».

## Опис монети та характеристики
| Номінал грн. | Метал           | Маса, г      | Діаметр, мм | Якість виготовлення | Гурт                           | Тираж, штук |
| ------------ | --------------- | ------------ | ----------- | ------------------- | ------------------------------ | ----------- |
| 10           | срібло (Ag 925) | 31,1 / 33,62 | 38,6        | пруф                | гладкий із заглибленим написом | 3 000       |

### Аверс
На аверсі монети розміщено: угорі малий Державний Герб України, напис півколом «НАЦІОНАЛЬНИЙ БАНК УКРАЇНИ»; ліворуч — рік карбування монети — «2014», стилізовану композицію — пам'ятник Дюку Рішельє на тлі Потьомкінських сходів (праворуч), Одеський національний академічний театр опери та балету (ліворуч), під яким — стилізовані хвилі; унизу — номінал «10»/«ГРИВЕНЬ».

### Реверс
На реверсі монети зображено фрагмент панорамного вигляду Одеської затоки та міста з літографії ХІХ ст., на передньому плані — вітрильник, ліворуч — герб Одеси, над яким напис — «1794» та «ОДЕСА» — праворуч.

## Автори

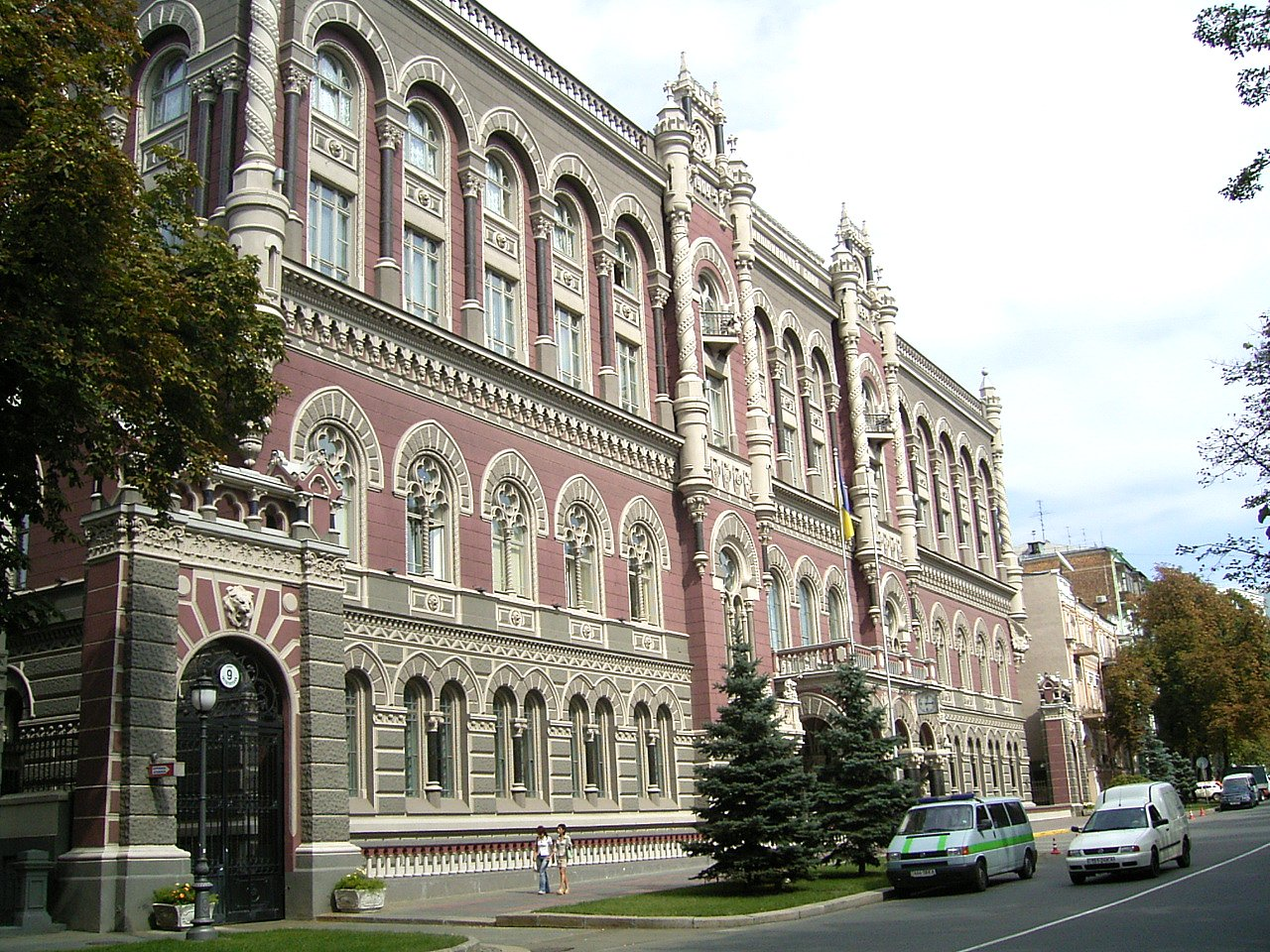
Будівля Національного банку України

- Художники: Володимир Таран, Олександр Харук, Сергій Харук.
- Скульптори: Володимир Дем'яненко, Анатолій Дем'яненко.

## Вартість монети
Ціна монети — 950 гривень, була вказана на сайті Національного банку України 2016 року.
Фактична приблизна вартість монети, з роками змінювалася так:
| Рік        | 2015 | 2016  | 2017  | 2018  | 2019  | 2020  | 2021  | 2022  | 2023  | 2024  | 2025  |
| ---------- | ---- | ----- | ----- | ----- | ----- | ----- | ----- | ----- | ----- | ----- | ----- |
| Ціна, грн. | 650  | 1 100 | 1 280 | 1 300 | 1 300 | 1 200 | 1 400 | 2 400 | 3 000 | 5 000 | 4 800 |